# Альбертус Якобус Дуймаєр ван Твіст
Альбертус Якобус Дуймаєр ван Твіст (нід. Albertus Jacobus Duymaer van Twist; 20 лютого 1809 — 3 грудня 1887) — сорок п'ятий генерал-губернатор Голландської Ост-Індії.

## Біографія
Дуймаєр ван Твіст був сином професора. Отримав ступінь магістра з права в Лейденському університеті, був адвокатом, займався політикою. Мав ліберальні погляди. В середині XIX століття очолював поміркованих лібералів Палати представників. В 1850 році був спікером палати представників. 
З 1851 по 1856 рік був генерал-губернатором Голландської Ост-Індії. Побачивши, як працює культиваційна система (нід. Cultuurstelsel). він став прихильником поступової її відміни. Ван Твіст більше звертав увагу на проблеми голландських колоністів, ніж на запити метрополії, через це мав конфлікт з міністром колоній Паю. Незадовго до від'їзду до ван Твіста звернувся зі скаргою Едуард Даувес Деккер, але ван Твіст проігнорував скаргу. 
В Нідерландах ван Твіст продовжив парламенську діяльність: спочатку, як депутат від Амстердаму а потім як сенатор від Південної Голландії. 
Він помер в своєму маєтку поблизу Діпенвена 3 грудня 1887 року.

## Галерея

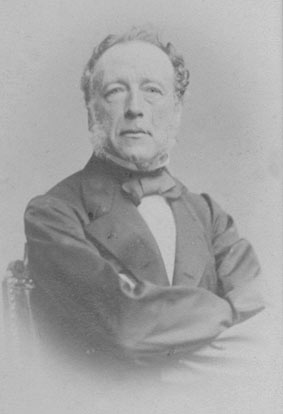
Дуймаєр ван Твіст в 1861 році
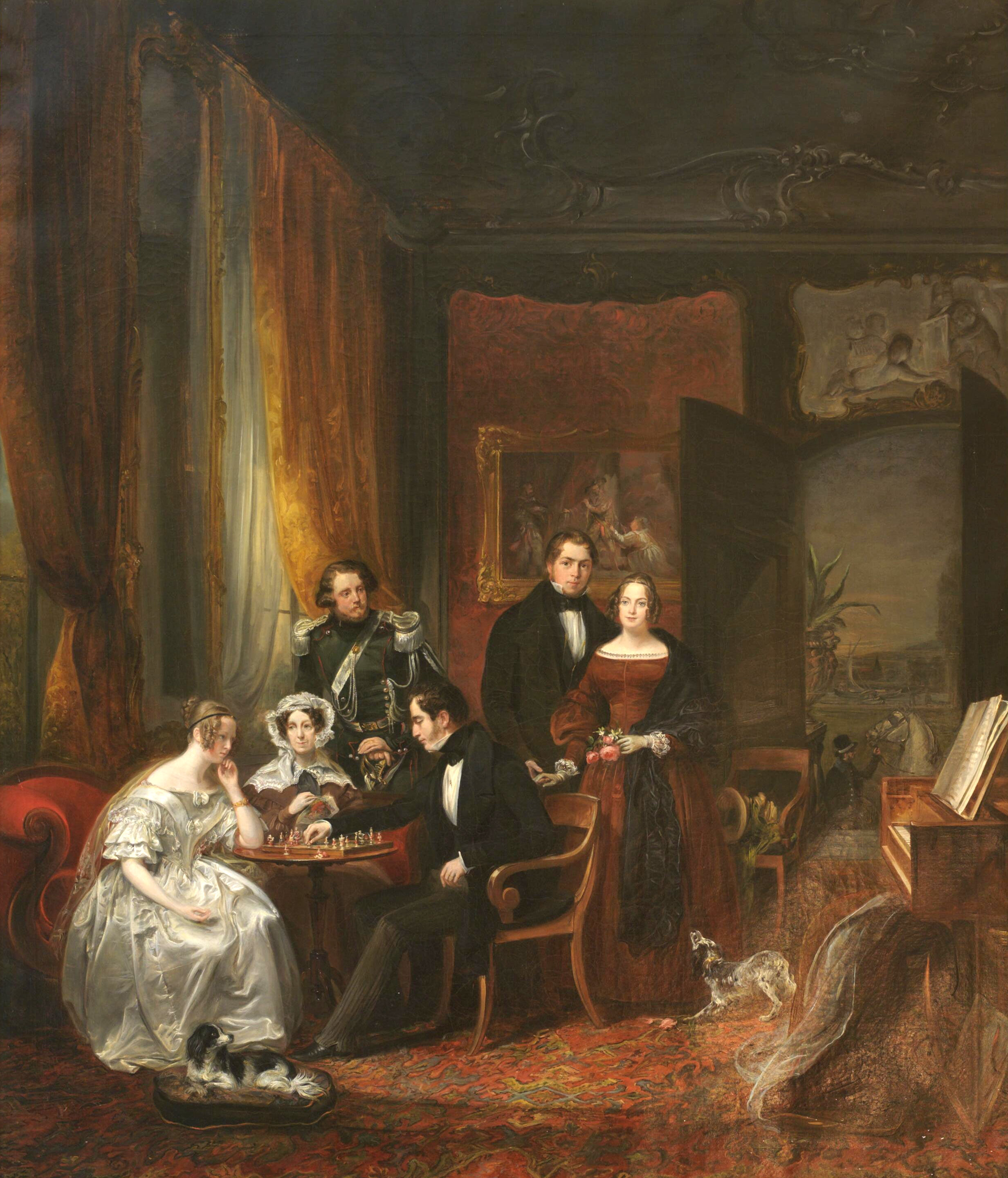
Груповий портрет з Дуймаєром ван Твістом. Автор Алейда Будде. 1837 рік.